# Cueva del Ángel
Koordinaten: 37° 22′ 10″ N, 4° 28′ 43,8″ W
Cueva del Ángel („Engelshöhle“) ist eine archäologische und paläontologische Fundstätte aus dem frühen Jungpleistozän am Stadtrand von Lucena, Provinz Córdoba, im Süden von Spanien. Nicht zu verwechseln mit der Cueva de los Ángeles in der  Provinz Albacete. Es handelt sich um eine Kalkstein-Formation, die seit 1995 erforscht und 2011 erstmals wissenschaftlich beschrieben wurde. Entdeckt wurden mehrere zehntausend Stein-Artefakte und gleichfalls zehntausende Knochen von Amphibien, Reptilien, Vögeln und Säugetieren.

## Freilegung der Fundstätte
Die Cueva del Ángel ist ein weitgehend eingestürzter und durch Kalkstein-Abbau verkleinerter, heute überwiegend frei zutage tretender Karst-Komplex am unteren Südhang der Sierra de Araceli. Bereits aus dem Jahr 1792 ist schriftlich überliefert, dass damals Travertin abgebaut wurde. 1995 fielen einem Team um Cecilio Barroso und Daniel Botella die zahlreichen im Bereich der kollabierten Höhle erkennbaren, potentiellen Fundhorizonte sowie die ebenfalls zahlreichen Artefakte und Tierknochen auf. Daraufhin wurde zunächst der aufgefundene Zustand dokumentiert und danach wurden der in jüngerer Zeit angeschwemmte, rötliche Lehm sowie zahlreiche große Kalksteinblöcke entfernt. 2002/03 wurde die Stratigraphie der rund fünf Meter starken Ablagerungen detailliert erfasst, und ab 2005 wurde in der Fundstätte systematisch gegraben.
Entstanden ist die Kalksteinformation der Sierra de Araceli im Unterjura. Wann Decke und Wände der Höhle eingestürzt sind, ist ungeklärt, jedoch blieben die oberen Schichten der ehemaligen Höhle durch Speläothem versiegelt. Die jüngsten Siedlungsspuren sind rund 100.000 Jahre alt, die untersten Schichten sind rund 350.000 Jahre alt.
In der 2011 publizierten Erstbeschreibung der Fundstätte wurde erwähnt, dass insgesamt mehr als 80.000 Steinartefakte geborgen wurden, die überwiegende Mehrzahl jedoch beim Abräumen der beim Kalkstein-Abbau gestörten Oberfläche, weswegen nur rund 5500 davon datierbar waren. Ähnlich verhielt es sich mit den Tierknochen: Geborgen wurden mehr als 120.000 einzelne Knochen, in datierbare Schichten eingebettet waren rund 7000. Laut einer Uran-Thorium-Datierung sind die Funde rund 110.000 bis 130.000 Jahre alt.

## Erste Funde
Von den rund 7000 datierbaren Knochenfunden konnten 2959 einem bestimmten Taxon zugeordnet werden, darunter diverse Amphibien und Reptilien sowie große Säugetiere wie Braunbär, Höhlenbär, Wildkatze, Pardelluchs, Wildpferd, Steppennashorn, Auerochse, Steppenbison, Ziege, Rothirsch, Damhirsch, Wildschwein und Waldelefant. Die Zusammensetzung dieser Funde – kaum Jungtiere, kaum sehr alte Tiere, überwiegend Beinknochen von Pflanzenfressern – wurde als Beleg dafür interpretiert, dass die Knochen von den Herstellern der Steingeräte als Jagdbeute in die Höhle getragen wurden. Vier von fünf Knochen weisen zudem dunkle Verfärbungen auf, wie sie typisch für das Erhitzen über einer Feuerstelle sind.
Ebenfalls ins Mittelpaläolithikum datiert wurden die kleinen und großen, retuschierten Steinartefakte, darunter zahlreiche Abschläge, jedoch auch Steinwerkzeuge wie Kratzer, Projektilspitzen und 46 Faustkeile. Aufgrund ihrer Beschaffenheit wurden diese Funde dem späten Acheuléen zugeordnet. Ein Drittel der Artefakte weist Spuren von Erhitzung auf.

## Homininer Zahn
In der Grabungssaison 2019 wurde ein Brekzienblock der Fundstätte entnommen und im Labor untersucht. Dabei kam ein homininer Molar M3 aus einem rechten Unterkiefer zum Vorschein, der laut einer 2022 publizierten Studie 104.300 Jahre alt ist (Aminosäuredatierung). Sowohl diese Datierung als auch die morphologische Beschaffenheit von Zahnwurzel und Zahnkrone wurden dahingehend interpretiert, dass es sich um den großen Backenzahn eines Neandertalers handelt. Da die jüngsten Siedlungsspuren rund 100.000 Jahre alt sind, mag es sein, dass der Zahn erst relativ kurz vor dem Zusammenstürzen der Höhle in ihr abgelagert wurde.

## Belege
1. ↑  Cecilio Barroso Ruíz, Daniel Botella Ortega et al.: The Cueva del Angel (Lucena, Spain): An Acheulean hunters habitat in the South of the Iberian Peninsula. In: Quaternary International. Band 243, Nr. 1, 2011, S. 105–126, doi:10.1016/j.quaint.2011.02.021.
2. ↑  Francisco J. Bermúdez, Marina Martínez de Pinillos et al.: A human lower third molar from the Acheulean site of Cueva del Ángel (Lucena, Córdoba, Spain). In: American Journal of Biological Anthropology. Online-Vorabveröffentlichung vom 12. Dezember 2022, doi:10.1002/ajpa.24677.